# Anna Larina
Pour les articles homonymes, voir Larina.
Ne doit pas être confondu avec Anna Larina (femme de Boukharine).
Anna Vassilievna Larina (en russe : Анна Васильевна Ларина) est une ancienne joueuse de volley-ball russe née le 4 janvier 1989. Elle mesure 1,68 m et jouait au poste de libero.

## Clubs
| Club                      | De        | À         |
| ------------------------- | --------- | --------- |
| Samorodok Khabarovsk      | 2003-2004 | 2005-2006 |
| Dynamo-Yantar Kaliningrad | 2008-2009 | 2010-2011 |